# Gand-Wevelgem 1985
La 47e édition de Gand-Wevelgem a eu lieu le 10 avril 1985. Elle a été remportée par le Belge Eric Vanderaerden (Panasonic), il est suivi dans le même temps par son coéquipier Australien Phil Anderson et par le Belge Rudy Dhaenens (Hitachi-Splendor).

## Classement final
La course est remportée par le Belge Eric Vanderaerden (Panasonic).
| \| Classement général \| Classement général \| Classement général \| Classement général \| Classement général \| \| Coureur \| Coureur \| Pays \| Équipe \| Temps \| \| ------------------ \| -------------------------- \| ------------------ \| ---------------------- \| ------------------ \| \| 1er \| Eric Vanderaerden \| Belgique \| Panasonic-Raleigh \| 6 h 20 min 00 s \| \| 2e \| Phil Anderson \| Australie \| Panasonic-Raleigh \| + 0 s \| \| 3e \| Rudy Dhaenens \| Belgique \| Hitachi-Splendor \| + 0 s \| \| 4e \| Francis Castaing \| France \| Peugeot-Shell-Michelin \| + 0 s \| \| 5e \| William Tackaert \| Belgique \| Fangio-Ecoturbo \| + 0 s \| \| 6e \| Jozef Lieckens \| Belgique \| Lotto-Merckx \| + 0 s \| \| 7e \| Sean Kelly \| Irlande \| Skil-Sem-Kas-Miko \| + 0 s \| \| 8e \| Jacques Hanegraaf \| Pays-Bas \| \| + 0 s \| \| 9e \| Alfons van Katwijk \| Pays-Bas \| \| + 0 s \| \| 10e \| Jean-Philippe Vandenbrande \| Belgique \| Hitachi-Splendor \| + 0 s \| |                            |           |                        |                 |
| |                            |           |                        |                 |
| Sources : ProCyclingStats Cycling Archives |                            |           |                        |                 |
| Classement général |                            |           |                        |                 |
| Coureur | Coureur                    | Pays      | Équipe                 | Temps           |
| 1er | Eric Vanderaerden          | Belgique  | Panasonic-Raleigh      | 6 h 20 min 00 s |
| 2e | Phil Anderson              | Australie | Panasonic-Raleigh      | + 0 s           |
| 3e | Rudy Dhaenens              | Belgique  | Hitachi-Splendor       | + 0 s           |
| 4e | Francis Castaing           | France    | Peugeot-Shell-Michelin | + 0 s           |
| 5e | William Tackaert           | Belgique  | Fangio-Ecoturbo        | + 0 s           |
| 6e | Jozef Lieckens             | Belgique  | Lotto-Merckx           | + 0 s           |
| 7e | Sean Kelly                 | Irlande   | Skil-Sem-Kas-Miko      | + 0 s           |
| 8e | Jacques Hanegraaf          | Pays-Bas  |                        | + 0 s           |
| 9e | Alfons van Katwijk         | Pays-Bas  |                        | + 0 s           |
| 10e | Jean-Philippe Vandenbrande | Belgique  | Hitachi-Splendor       | + 0 s           |